# Yi U
Yi U (kor. 리우, jap. 李鍝; ur. 15 listopada 1912 w Keijō, zm. 7 sierpnia 1945 na wyspie Ninoshima) – koreański książę i członek rodziny cesarskiej. Podpułkownik Cesarskiej Armii Japońskiej.

## Życiorys
Był drugim synem księcia Yi Kanga, który był piątym synem cesarza Korei Gojonga.
Ukończył japońską akademię wojskową w 1931, po czym rozpoczął karierę wojskową w Cesarskiej Armii Japońskiej. Stacjonował w Chinach, udało mu się dojść do stopnia podpułkownika. Otrzymał Order Chryzantemy oraz Order Wschodzącego Słońca. W czerwcu 1945 został przeniesiony do Hiroszimy. Odniósł śmiertelne rany w amerykańskim ataku atomowym na miasto, zmarł następnego dnia. Jego szczątki zostały przeniesione do Korei i tam je pochowano, już po zakończeniu wojny.